# San Gabriel Mixtepec
San Gabriel Mixtepec è un comune del Messico, situato nello stato di Oaxaca.